# Rhynchosia thorncroftii
Rhynchosia thorncroftii là một loài thực vật có hoa trong họ Đậu. Loài này được (Baker f.) Burtt Davy miêu tả khoa học đầu tiên.